# Lopezia sinaloensis
Lopezia sinaloensis är en dunörtsväxtart som beskrevs av Philip Alexander Munz. Lopezia sinaloensis ingår i släktet enmansblommor, och familjen dunörtsväxter. Inga underarter finns listade i Catalogue of Life.